# ニューヨーク植民地議会
ニューヨーク植民地議会 (New York Provincial Congress, 1775-1777) は、アメリカ独立戦争中の1775年に入植者たちによって結成された組織である。より保守的なニューヨーク植民地議会 (Province of New York Assembly) に代わる親米的な議会、そして100人委員会 (Committee of One Hundred) の後継として設立された。

## 第一回植民地議会
植民地会議 (Provincial Convention) は1775年4月20日にニューヨーク市において開催された。議長 (chairman) はフィリップ・リビングストンであった。この議会は、Tryon、Gloucester、そしてCumberland以外のすべての郡を代表していた。この議会では、第二回大陸会議 (Second Continental Congress) のための代表者が選出された。この代表者は第一回議会の代表者と五人の新しいメンバーを含んでいた。この植民地議会では代表者の選出以上の決議はされなかった。4月22日に議会は解散した。4月23日、レキシントン・コンコードの戦い勃発のニュースが届けられた。
著名なメンバー（部分的な一覧）：en:Abraham Yates, Jr.; en:Nathaniel Woodhull; ジェイムズ・クリントン; en:Robert Van Rensselaer; en:Abraham Ten Broeck; リチャード・モントゴメリー; en:Melancton Smith; en:Walter Livingston; ロバート・イェーツ; en:Henry Glen; アイザック・ルーズベルト; ガバヌーア・モリス; en:Philip Van Cortlandt; en:Ezra L'Hommedieu; en:John Sloss Hobart; アイザック・ロー; en:Stephen Ward, Patriot; en:Paul Spooner.

## 第二回植民地議会
第二回植民地議会は1775年12月6日にニューヨーク市で組織され、1776年5月13日に散会した。1776年1月、ジョージ・ワシントンはイギリス軍がニューヨーク市に進撃することに備えるようチャールズ・リー少将に命令を下した。2月、植民地議会は最初、リーのニューヨーク入りを否決したが、後に許可した。また、ニューヨーク港のイギリス船への食糧供給を停止することを決定した。

## 第三回植民地議会
第三回植民地議会は1776年5月22日に組織された。1776年6月30日まで会期は続いた。議会では、第二回大陸会議 (Second Continental Congress) の代表者たちに独立に反対するよう指示が出された。1776年5月31日、大陸会議は各植民地がそれぞれ州として設立されることを推薦した。6月17日、植民地議会は新しい選挙を開催し、代表者に独立を宣言する権利を与えた。6月、ウィリアム・ハウの部隊がニューヨーク港に現れた。

## 第一回憲法制定会議
第四回植民地議会はホワイト・プレインズで1776年6月9日に開催された。これは第一回憲法制定会議 (First Constitutional Convention) と呼ばれるようになった。この議会は1776年7月9日にニューヨーク州として独立を宣言した。同日、アメリカ独立宣言がジョージ・ワシントンによってニューヨーク市の公園で大陸軍と地元市民たちに読み上げられ、歓喜した人々はボウリング・グリーンに建つジョージ3世像を引き倒し、独立を祝福した。1776年7月10日、第四回植民地議会は"行政者のない立法府としての役割を果たす" (acts as legislature without an executive) ニューヨーク州代表者会議 (Convention of Representatives of the State of New York) と名前を変えた。休会中も安全委員会 (Committee of Safety) ーのちの安全評議会 (Council of Safety) ーは運営されていた。
ニューヨーク州憲法 (Constitution of the State of New York) は1777年4月20日に採択された。州知事は任命ではなく選挙で選ばれることになった。投票者に必要な要件は減らされ、無記名投票が導入され、公民権が保証された。1778年7月9日、ニューヨーク州は連合規約に署名し、公式にアメリカ合衆国の政府の一員となった。これ以前からも、代表者が1776年の独立宣言に署名しており、国家の一部ではあった。

## 植民地議会議長
第一回植民地議会
- ピーター・ヴァン・ブルー・リビングストン 1775年5月23日
- en:Nathaniel Woodhull 1775年8月23日 臨時議長 (pro tem)
- en:Abraham Yates      1775年11月2日 臨時

第二回植民地議会
- en:Nathaniel Woodhull 1775年12月6日
- ジョン・ハリング        1775年12月16日 臨時
- en:Nathaniel Woodhull 1776年2月12日 臨時

第三回植民地議会
- en:Nathaniel Woodhull 1776年5月18日
- ジョン・ハリング        1776年6月19日

第四回植民地議会および代表者会議
- en:Nathaniel Woodhull 1776年7月9日
- en:Abraham Yates      1776年8月10日 臨時
- en:Abraham Yates      1776年8月28日
- ピーター・ヴァン・ブルー・リビングストン 1776年9月26日
- en:Abraham Ten Broeck 1777年3月6日
- en:Leonard Gansevoort 1777年4月18日

### 安全委員会議長
- en:Nathaniel Woodhull    1776年7月10日 - 1776年8月10日
- en:Abraham Yates         1776年8月10日 - 1776年9月26日
- ピーター・ヴァン・ブルー・リビングストン  1776年9月26日 - 1777年3月6日
- en:Abraham Ten Broeck    1777年3月6日 - 1777年4月9日
- William Smith         1777年4月9日 - 1777年4月11日
- ピエール・ヴァン・コートランド  1777年4月11日 - 1777年4月18日
- en:Leonard Gansevoort    1777年4月18日 - 1777年5月14日

### 安全評議会議長
- ピエール・ヴァン・コートランド  1777年5月14日 - 1777年7月30日